# Uma terra sem povo para um povo sem terra

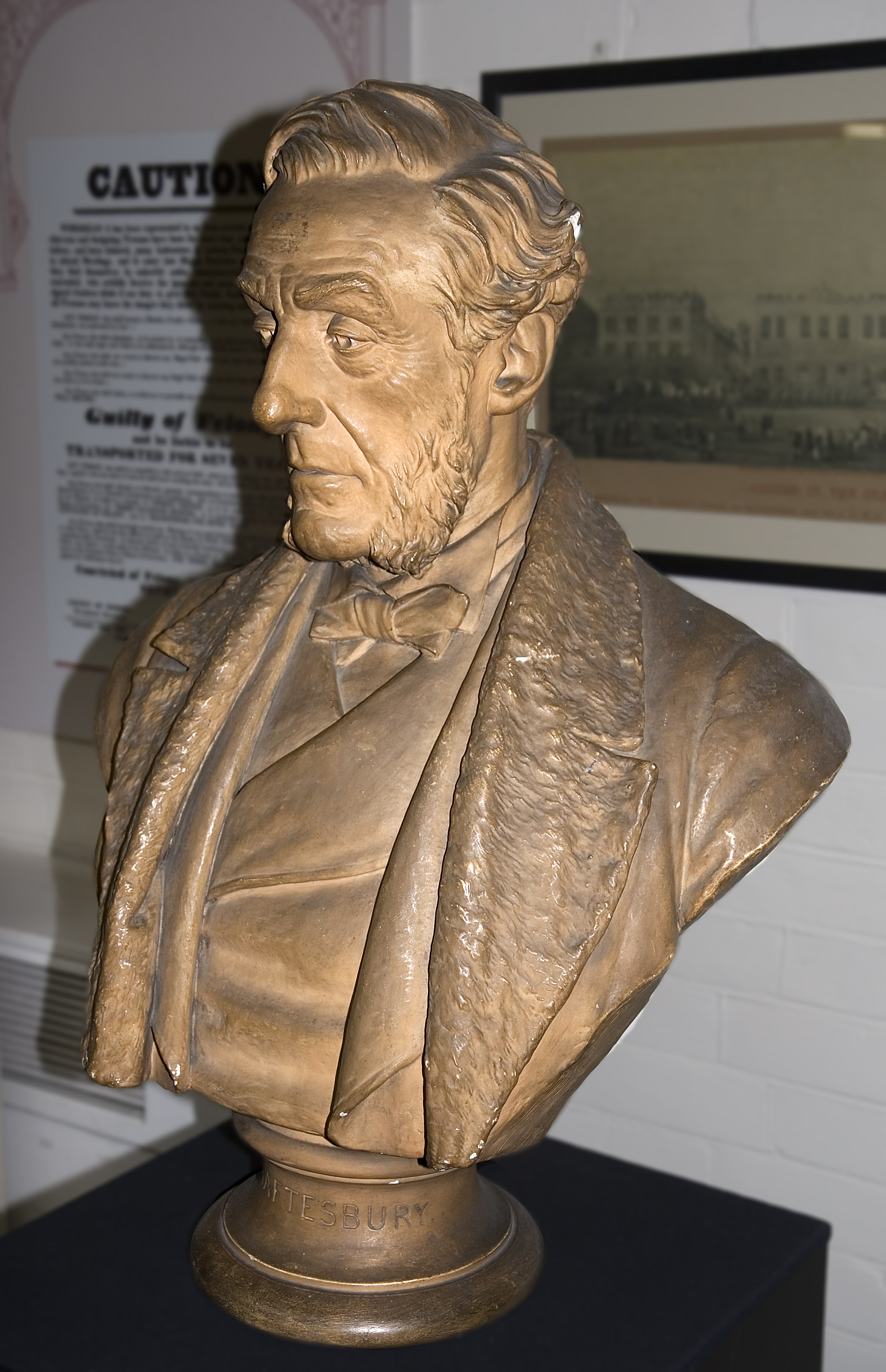
Busto de Anthony Ashley-Cooper, o sétimo Conde de Shaftesbury, por F. Winter, 1886. Da coleção do Dorset County museum, Dorchester.

"Uma terra sem povo para um povo sem terra" é uma frase amplamente citada e associada com o movimento para estabelecer uma pátria judia na Palestina durante os séculos XIX e XX. A sua historicidade e significado são motivo de controvérsias.
Embora geralmente seja assumido ter sido um slogan sionista, a frase foi usada já em 1843 por um clérigo restauracionista cristão e continuou a ser usada por quase um século por restauracionistas cristãos.
É considerado por alguns estudiosos que a frase nunca entrou em uso generalizado entre os judeus sionistas. Por outro lado, Anita Shapira escreveu que "O slogan 'A terra sem povo para um povo sem terra' era comum entre os sionistas, no final do século XIX e início do século XX".

## História

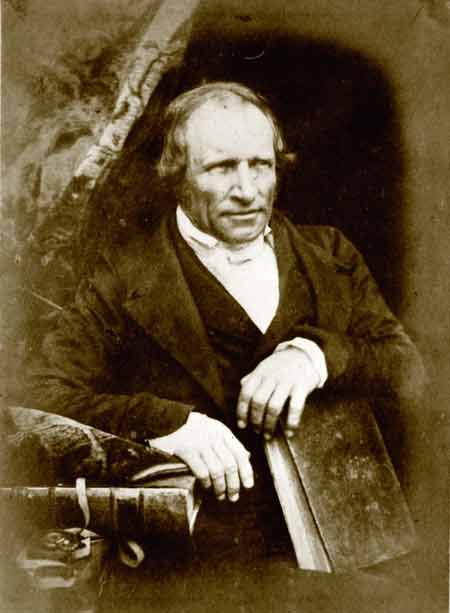
Rev. Dr. Alexander Keith

Um primeiro uso da frase por um clérigo cristão e restauracionista, o Rev. Alexander Keith,  surgiu em 1843, quando escreveu que os judeus são "um povo sem um país, mesmo que a sua própria terra, como, posteriormente será mostrado, seja em grande medida um país sem um povo."
A sua paráfrase mais comum, "uma terra sem povo para um povo sem terra", apareceu pouco depois  na imprensa em 1844 numa revisão do livro de Keith na revista da Scottish Free Church.
Anthony Ashley-Cooper, sétimo Conde de Shaftesbury, em julho de 1853, quando foi presidente da Sociedade  Londrina para Promoção do Cristianismo entre os Judeus escreveu ao primeiro-ministro Aberdeen dizendio que a Grande Síria era "um país sem uma nação" que necessitava de de "uma nação sem um país ... Existe tal coisa? Com certeza que sim, os antigos e legítimos senhores do solo, os judeus! " Em Maio do ano seguinte, ele escreveu em seu diário "A Síria é 'desperdiçada sem um  habitante '; estas regiões vastas e férteis em breve estarão sem um governante, sem um poder conhecido e reconhecido para reivindicar o domínio. O território deve ser atribuída a um ou outro... Existe um país sem uma nação, e Deus agora, em Sua sabedoria e misericórdia, nos direciona para uma nação sem um país". Em 1875, Shaftesbury disse na reunião geral anual do Fundo de Exploração Palestina: "Temos ali uma terra repleta de fertilidade e rica em história, mas quase sem um habitante - um país sem povo, e vejam! espalhado pelo mundo, um povo sem um país".
As expressões variantes em uso nas eras pré-sionistas e pré-estatal incluem "um país sem povo para um povo sem país", ou "uma terra sem nação para uma nação sem terra". De acordo com Edward Said, a frase era "uma terra sem povo para um povo sem terra".

## Uso da frase

### Uso por defensores cristãos de um Estado judeu no Oriente Médio

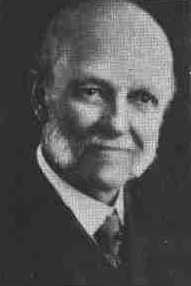
William Eugene Blackstone

William Blackstone Eugene (nascido em 1841) tornou-se um evangelista com a idade de 37 anos. Uma viagem para a Terra Santa em 1881 fez dele um apaixonado restauracionista. Como a maioria das pessoas na década de 1880 e 90, ele ficou horrorizado com os progroms instigados pelo governo e realizados contra os judeus russos.
O Memorial de Blackstone, uma declaração de 1891 de apoio à criação de um Estado judaico na Palestina, foi assinado por várias centenas de americanos proeminentes, e recebeu grande atenção. Embora o Memorial não contivesse a frase "terra sem povo", pouco depois de voltar de sua viagem para a Palestina em 1881 Blackstone escreveu  também, no contexto de sua preocupação com o destino dos judeus russos: "E agora , neste preciso dia,  estamos face a face com o terrível dilema de que esses milhões não podem permanecer onde estão, e no entanto não têm outro lugar para ir ... Esta fase da questão apresenta uma anomalia surpreendente - uma terra sem povo, e um povo sem terra ".
John Lawson Stoddard, um orador popular e autor de livros de viagem, publicou um relato de viagens em 1897 no qual exorta os judeus: “Sois um povo sem país; há um país sem povo. Unam-se. Realizem os sonhos dos vossos velhos poetas e patriarcas. Voltai, voltai à terra de Abraão"
De acordo com Adam Garfinkle o que Keith, Shaftesbury, Blackstone, Stoddard e os outros cristãos do século XIX que usaram esta frase queriam dizer era que a Terra Santa não era a sede de uma nação tal como o Japão é a terra dos japoneses e Dinamarca é a terra dos dinamarqueses. Os povos muçulmanos  e cristãos de língua árabe da Terra Santa não pareciam, na visão dos cristãos europeus e americanos daquela época,  constituir um povo ou nação definida pela sua ligação à Palestina, pareciam antes fazer parte dum conjunto mais vasto de povos árabes, arménios ou gregos.

### Uso por judeus sionistas

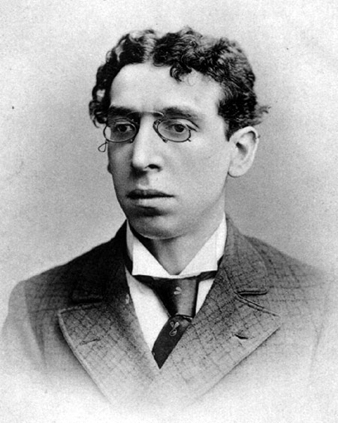
Israel Zangwill

Israel Zangwill, que inicialmente era sionista, e que depressa se tornou um proeminente antissionista e defensor do assimilacionismo, foi um dos mais prolíficos utilizadores da frase. Em 1901, Zangwill escreveu na New Liberal Review que  "A Palestina é um país sem povo, os judeus são um povo sem país".  Num debate no Article Club, em Novembro do mesmo ano, Zangwill disse que "a Palestina não tem mais do que uma pequena população de árabes e fellahin e tribos beduínas errantes, sem lei e chantagistas."  Disse ainda: "Restaurai o país sem um povo para o povo sem país. (...) Porque nós temos tanto para dar como para receber. Podemos varrer o chantagista -  seja ele paxá ou beduíno ,  - nós podemos fazer o deserto florescer como a rosa, e construir no coração do mundo uma civilização que possa ser mediadora e intérprete entre o Oriente e o Ocidente".  Em 1902, Zangwill escreveu que a Palestina “permanece, neste momento, um território turco quase desabitado, abandonado e em ruínas”. 
No entanto, passados poucos anos, as opiniões de Zangwill mudaram e a sua utilização da frase assumiu um tom muito diferente. Tendo “tomado plena consciência do perigo árabe”, disse a uma audiência em Nova Iorque, “a Palestina propriamente dita já tem os seus habitantes. O pashalik de Jerusalém já tem o dobro da densidade populacional dos Estados Unidos”, deixando aos sionistas a escolha entre expulsar os árabes ou lidar com uma "grande população alienígena". Passou a apoiar o projeto do Uganda, levando a uma ruptura com o movimento sionista dominante em 1905. Em 1908, Zangwill disse a um tribunal de Londres que tinha sido ingênuo quando proferiu o seu discurso de 1901 e que desde então se tinha "apercebido da densidade da população árabe ", ou seja, o dobro da dos Estados Unidos. Em 1913, ele foi ainda mais longe, atacando aqueles que insistiam em repetir que a Palestina estava "vazia e abandonada" e que o apelidavam de traidor por ter dito o contrário.
De acordo com Ze'ev Jabotinsky, Zangwill lhe disse em 1916 que: "Se quisermos dar um país a um povo sem pátria, é tolice absoluta permitir que ele seja o país de dois povos. Isso só pode causar problemas. Os judeus vão sofrer e  os seus vizinhos também. Só teríamos duas soluções: um lugar diferente deve ser encontrado ou para os judeus ou para os seus vizinhos".
Em 1917, ele comentou: " 'Dêem o país sem povo’, pediu magnanimamente Lord Shaftesbury, ‘ao povo sem país’. Infelizmente, foi um erro enganador. O país tem 600 mil árabes". Em 1921 Zangwill voltou ao assunto: "Se Lord Shaftesbury foi literalmente inexato ao descrever a Palestina como um país sem povo, estava essencialmente correto, pois não existe um povo árabe a viver em íntima fusão com o país, utilizando os seus recursos e imprimindo-lhe um cunho caraterístico: existe, quando muito, um acampamento árabe, cujo desmembramento lançaria sobre os judeus o trabalho manual de regeneração e os impediria de explorar os fellahin, cujo número e salários mais baixos são, além disso, um obstáculo considerável à imigração proposta da Polónia e de outros centros de sofrimento judaico”.
Em 1914, Chaim Weizmann, mais tarde presidente do Congresso Sionista Mundial e o primeiro presidente do Estado de Israel, afirmou: "Na sua fase inicial, o sionismo foi concebido por seus pioneiros como um movimento totalmente dependendo de fatores mecânicos: há um país que se chama Palestina, um país sem um povo, e, por outro lado, existe o povo judeu, que não tem país. Que mais é necessário, então, senão encaixar a gema no anel, para unir este povo a este país? Os donos do país [os turcos otomanos?] devem, portanto, ser persuadidos e convencidos de que este casamento é vantajoso, não só para o povo [judeu] e para o país, mas também para eles próprios".

### Uso por opositores ao sionismo
A frase tem sido amplamente citada por políticos e ativistas políticos se opondo às reivindicações sionistas, incluindo o mufti de Jerusalém, Mohammad Amin al-Husayni, que afirmou que "a Palestina não é uma terra sem povo para um povo sem terra" Em 13 de novembro de 1974, o líder da OLP,  Yasser Arafat declarou nas Nações Unidas: "Custa  muito ao nosso povo testemunhar a propagação do mito de que a sua pátria era um deserto, até ser feita florescer através do trabalho de colonos estrangeiros, que era uma terra sem povo (...)".  Na sua declaração de independência de 14 de novembro de 1988, o Conselho Nacional Palestino acusou "forças locais e internacionais" de "tentativas de propagar a mentira de que 'a Palestina é uma terra sem povo', uma falsificaçao da História.  Salman Abu Sitta, fundador e presidente da Palestine Land Society , chama a frase de "uma mentira perversa, a fim de tornar o povo palestino sem teto."  Hanan Ashrawi chamou esta frase a evidência de que os sionistas "procuraram negar a própria existência e a humanidade dos palestinos".
De acordo com Diana Muir o primeiro uso identificado da frase por um adversário do sionismo ocorreu pouco depois de a Grã-Bretanha emitir a Declaração Balfour. Muir cita também outros usos anteriores ao estado de Israel,  incluindo uma citação em 1918 feita por Ameen Rihani, um libanês-americano, nacionalista árabe cristão, que escreveu que "eu mesmo diria até ... 'Dar a terra sem povo para o povo sem terra" se a Palestina fosse realmente sem  povo e se os judeus fossem realmente sem terra". Rihani argumentou que os judeus não precisavam de uma pátria na Palestina, porque eles desfrutavam em qualquer outro lugar da "igualdade de direitos e igualdade de oportunidades, para dizer o mínimo".  Foi  usada também por alguém que ela descreve como uma arabista acadêmica do início do século XX que escreveu que, "o próprio slogan, 'A terra sem povo para o povo sem terra', é um insulto para os árabes do país". A respeito disso, o jornalista americano William McCrackan disse que, "Nós costumávamos ler nos nossos jornais o slogan do sionismo, 'devolver um povo a uma terra sem povo', quando a verdade era que a Palestina já estava bastante povoada, com uma população que estava a aumentar rapidamente devido a causas naturais".

## Interpretação da frase por acadêmicos

### Afirmações de que este não era umslogansionista
O historiador Alan Dowty citando Garfinkle diz que a frase não foi utilizada por líderes sionistas judaicos além de Zangwill.
Diana Muir argumentou que a frase estava praticamente  ausente da literatura sionista pré-estatal, escrevendo que, à exceção de Zangwill, "não é evidente que alguma vez tenha sido o slogan de qualquer organização sionista, ou que tenha sido utilizada por qualquer das principais figuras do movimento. Apenas um punhado de livros e artigos sionistas pré-estatais a utiliza. Para uma frase que é tão amplamente atribuída a líderes sionistas, é extremamente difícil encontrá-la no registo histórico". Ela propõe que: “A menos que surjam provas da sua ampla utilização por publicações e organizações sionistas, a afirmação de que 'uma terra sem povo para um povo sem terra' era um 'slogan sionista amplamente propagado' deve ser retirada".
Adam Garfinkle duvida igualmente que a expressão estivesse em uso generalizado entre os sionistas. Após afirmar que esta era uma frase em uso entre os sionistas cristãos, ele escreve: "Se houve sionistas pioneiros que validaram essa frase, no entanto, não o fizeram facilmente nem durante muito tempo". 

### Uma expressão da visão sionista de uma terra vazia
Uma interpretação comum da frase tem sido como uma expressão do território estar vazio de habitantes. Outros têm argumentado que na frase, "um povo" é definido como uma nação.  O historiador Keith Whitelam e o ativista cristão  Mitri Raheb  afirmam que os sionistas usaram essa frase para apresentar a Palestina como sendo "sem habitantes". 
Edward Said considerou a frase exemplar de um tipo de pensamento que espera "anular e transcender uma realidade atual —  um  grupo de residentes árabes  — através de um desejo do  futuro — que a terra seja esvaziada para ser desenvolvida por um poder mais merecedor." Said comenta: "Não importa quão atrasados, incivilizados e silenciosos eram, os árabes palestinianos estavam no território. 
O historiador Rashid Khalidi concorda com Said, interpretando o slogan como a expressão da afirmação sionista de que a Palestina estava vazia: "Nos primeiros tempos do movimento sionista, muitos de seus partidários europeus e outros acreditavam que a Palestina estava vazia e pouco cultivada. Esta visão foi amplamente propagada por alguns dos principais pensadores e escritores do movimento, tais como Theodore Herzl, Chaim Nachman Bialik, e Max Mandelstamm. Foi resumida no slogan sionista amplamente propagado, "Uma terra sem povo para um povo sem terra". Muir criticou Khalidi por não reconhecer a distinção entre "um povo" e pessoas. Citando dois exemplos do entendimento de Khalidi de "um povo" como uma frase referindo-se a uma população etnicamente identificada, ela acusa Khalidi de "entender  mal a frase 'um povo' apenas  quando discute a frase 'terra sem povo' ".
Norman Finkelstein interpreta a frase como uma tentativa pelos sionistas de negar uma nação palestina.  O historiador Avi Shlaim afirma que o slogan empregado por Zangwill foi utilizado para fins de propaganda, mas que desde o início os líderes sionistas  estavam conscientes de que "o seu objetivo de estabelecer um Estado judeu num território habitado por uma comunidade árabe não poderia ser alcançado sem induzir, de uma forma ou de outra, um grande número de árabes a deixar a Palestina ".
Anita Shapira escreveu que a frase era comum entre os sionistas do final do século XIX e início do século XX e "continha uma legitimação da reivindicação judaica à terra e eliminava qualquer sentimento de mal-estar pelo facto de poder surgir um concorrente a esta reivindicação”. Boaz Neumann também afirmou que os primeiros pioneiros sionistas usaram a frase, citando um livro de David Ben-Gurion e Yitzhak Ben-Zvi. Os escritos dos primeiros sionistas (Halutzim) estavam cheios de expressões da Palestina como uma terra desolada e vazia.

### Uma expressão da intenção de limpeza étnica
O historiador palestino Nur Masalha considera a frase como prova da intenção sionista de levar a cabo um programa de limpeza étnica da população árabe da Palestina - um programa eufemisticamente chamado de "transferência". De acordo com Masalha, o "racismo" demográfico sionista e a obsessão sionista com a "ameaça demográfica" palestina  informaram  o pensamento das autoridades israelitas desde a criação do Estado de Israel ".

### Uma expressão do desejo de expulsão dos árabes
Ghada Karmi e Eugene Cotran interpretam a frase como parte de uma ignorância deliberada, não expressando uma  falta de consciência da existência dos árabes palestinos por parte dos sionistas e, posteriormente, dos israelitas, mas sim o fato de que os sionistas e israelenses preferirem fingir que os árabes palestinos não existiam e o fato de que os judeus desejarem  que eles desaparecessem. Nur Masalha, contribuindo para uma coletânea editada por  Karmi e Cotran, cita um humorista de Israel,  Dan Ben-Amotz, que observou que "os árabes não existem nos nossos manuais escolares [para crianças]. Aparentemente, isto está de acordo com os princípios judaico-sionistas-socialistas que recebemos. 'Um povo sem uma terra regressa a uma terra sem povo ' " 

### Uma expressão da inexistência de uma nação palestina
Outro grupo de estudiosos interpreta a frase como uma expressão do fato de que, no século XIX e do século XX até a Primeira Guerra Mundial, os árabes que vivem na Palestina não constituíam um grupo nacional autoconsciente, "um povo". A historiadora Gertrude Himmelfarb escreveu que "Shaftesbury, como os sionistas mais tarde, claramente entendem por 'povo' um povo reconhecível, uma nação".
A historiadora Gudrun Krämer pensa que a frase era um argumento político que muitos erroneamente tomaram como um argumento demográfico.  "O que significava não era que não havia pessoas na Palestina ... Em vez disso, significava que as pessoas que viviam na Palestina não eram um povo com uma história, uma cultura e uma reivindicação legítima de autodeterminação nacional. (...) A Palestina continha 'pessoas', mas não 'um povo' ". 
Steven Poole, num livro sobre o uso da linguagem como uma arma na política, explica a frase desta forma: "A reivindicação específica não foi a falsidade flagrante de que o território era despovoado, nem que aqueles que lá viviam não eram humanos, mas que não constituíam 'um povo', por outras palavras, argumentou-se que eles não tinham qualquer concepção de nação no sentido ocidental moderno".
De acordo com o historiador Adam M. Garfinkle, o significado claro da frase foi que os judeus eram uma nação sem Estado, enquanto a sua pátria ancestral, Israel, não era naquela época (século XIX), a sede de qualquer nação. O Professor da Universidade de Columbia Gil Eyal escreve: "Na verdade, o inverso é verdadeiro. O movimento sionista  nunca deixou de debater o nacionalismo palestino, argumentando com ele e sobre ele, julgando-o, afirmando ou negando a sua existência, apontando para as suas virtudes ou vícios, procurando sinais que confirmassem a sua existência ou previssem o seu desaparecimento.... A acusação de 'negação' é simplista e desconsidera o fenômeno histórico de um discurso polêmico  em torno do eixo central fornecido pelo nacionalismo árabe ou palestino..."

### Como uma reivindicação territorial baseada na eficiência
A teórica política israelita Tamar Meisels refere que o argumento apresentado pelo slogan se enquadra numa categoria de reivindicações territoriais baseadas na eficiência, segundo John  Lock, em que Estados-nação, incluindo a Austrália, Argentina e os Estados Unidos,  defenderam seu direito ao território, alegando que o fato de que essas terras poderem suportar muito mais pessoas sob seu governo sob o seu governo do que as que eram suportadas pelos métodos dos povos indígenas lhes confere um direito de posse.  A canadiana Margaret Moore  afirma que na primeira parte do século XX, quando os primeiros sionistas se começaram a instalar em Israel, o argumento da utilização eficiente do território serviu  para justificar o direito à terra. 